# 线框模型
线框模型（英語：wireframe model）是真实世界对象的采用直线和曲线的一种骨架表示（skeletal representation）。线框由物体上两个数学上连续光滑的表面相交生成或者用直线或者曲线连接物体顶点得到，通过绘制每一条边就可以将物体映射到计算机屏幕上。

线框立方体、二十面体和近似球体的示例渲染

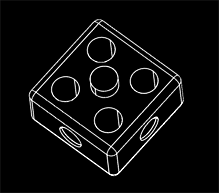
使用线框模型并进行线消隐的图像

使用线框模型可以看到三位模型的底层结构设计。传统的二维观察或者绘制可以通过合适的物体旋转以及选择经过切面的线消隐实现。
由于线框渲染方法相对来说比较简单并且计算速度很快，所以这种方法经常用于高帧速的场合，如非常复杂的三维模型或者模拟外部现象的实时系统。当需要更加精细的效果时可以在完成线框绘制之后自动渲染表面纹理。这种方法允许设计人员及时审查改动以及将物体旋转到新设计的场景，它没有真实感渲染所常有的较长延时。
线框模型格式也非常适合于数控机床中的路径编程，并且已经在那个领域得到了广泛应用。

## 又见
- 动画
- 计算机动画
- 電腦成像
- 三维计算机图形学
- 多边形网格
- 虛擬攝影（英语：Virtual cinematography）
- Mockup